# Carl Bechstein

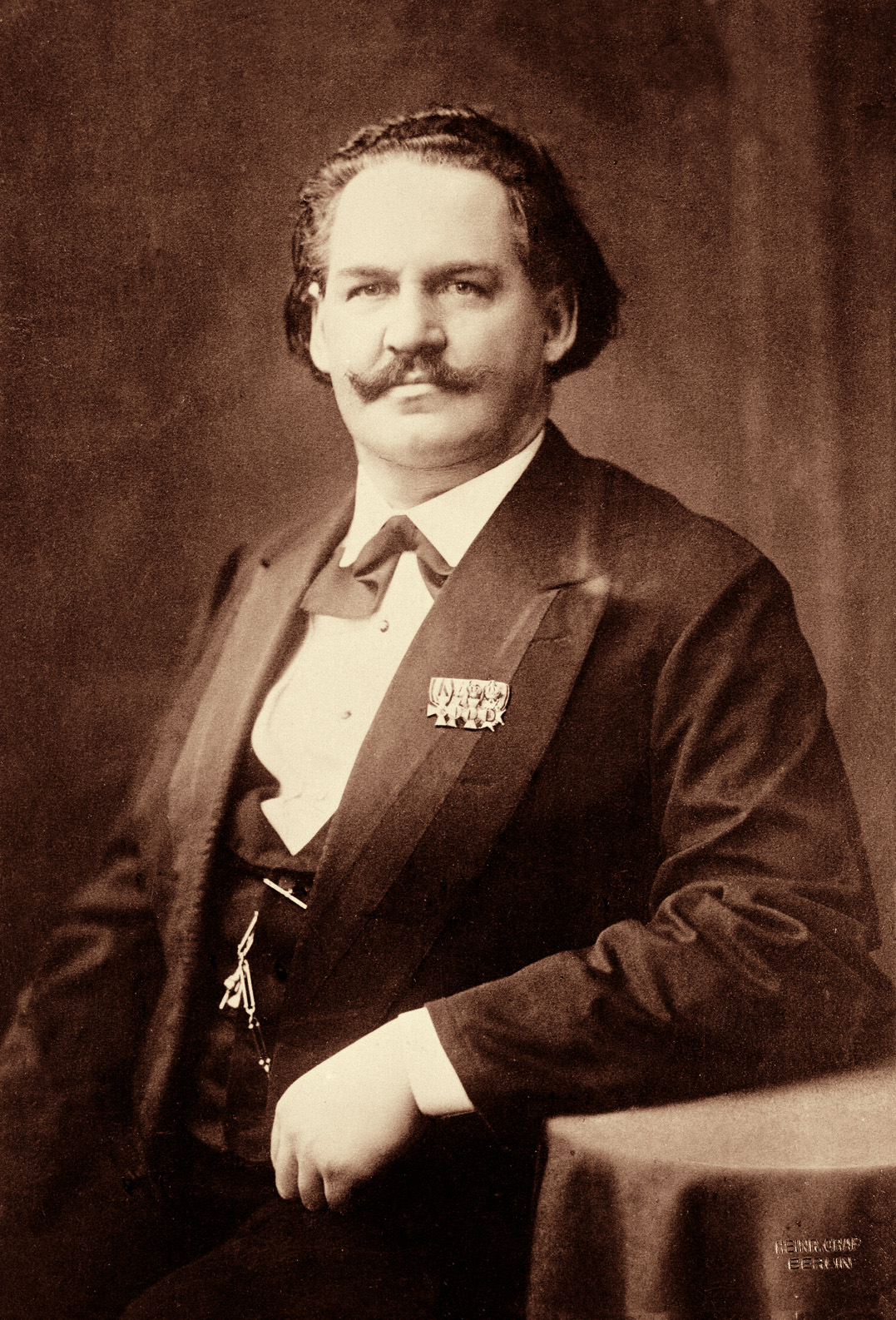
Carl Bechstein

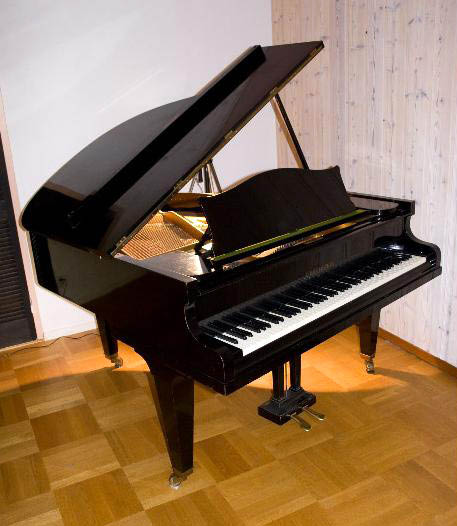
Fortepian Bechstein

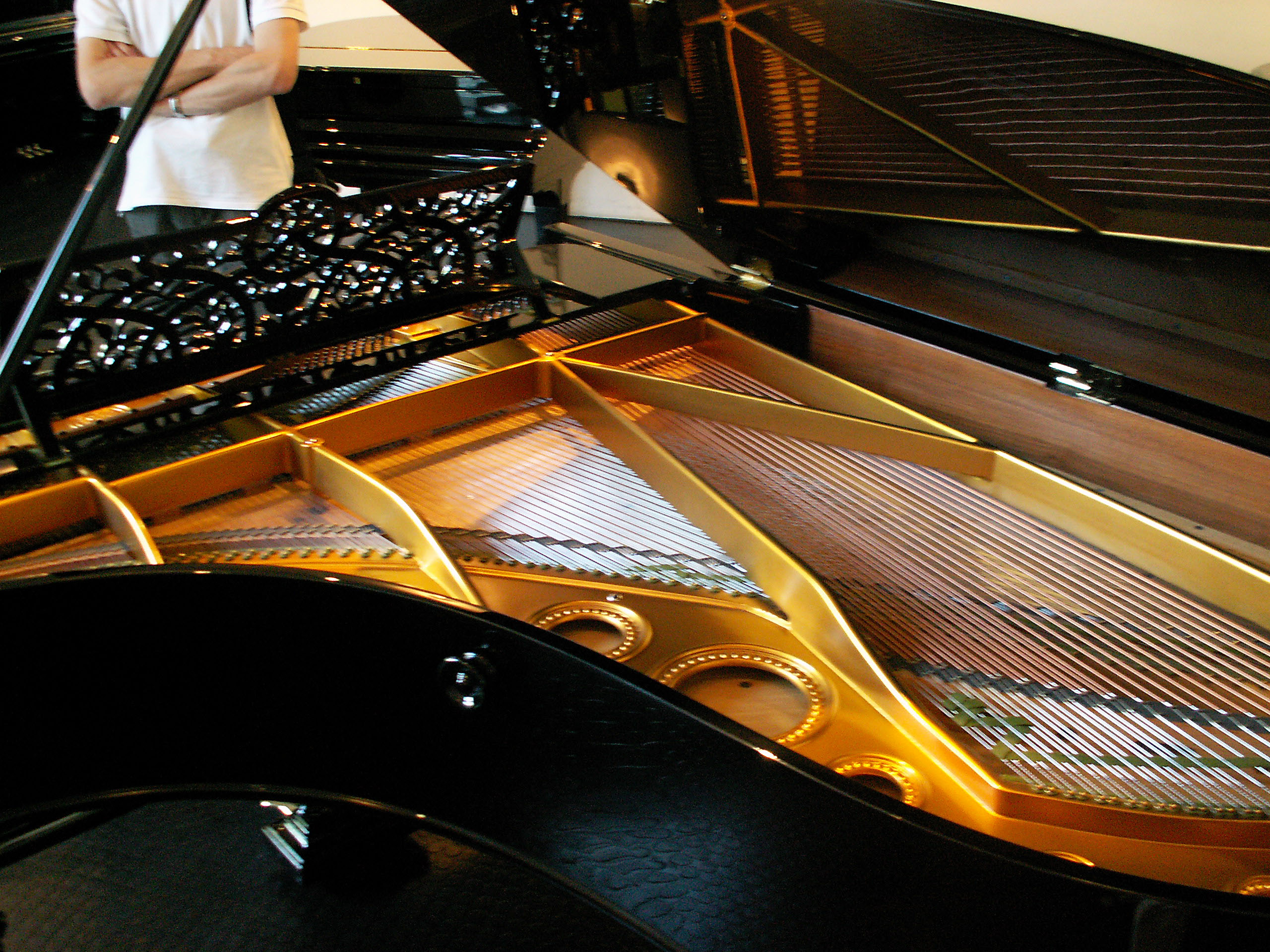
Wnętrze fortepianu Bechstein

Carl Bechstein (ur. 1 czerwca 1826 w Gocie, zm. 6 marca 1900 w Berlinie) – niemiecki przedsiębiorca, założyciel fabryki fortepianów i pianin.
Uczył się budowy fortepianów w Erfurcie, Dreźnie, Londynie i Paryżu. W 1853 r. uruchomił w Berlinie własną wytwórnię tych instrumentów. Jego patronem i propagatorem został Hans von Bülow, który pierwszy fortepian Bechsteina zamówił w 1856 r., a w 1857 r. wykonał na koncertowym instrumencie Bechsteina sonatę Liszta, co dało początek popularności wytwórni. Na międzynarodowej wystawie w Londynie Bechstein zdobył złoty medal. W latach 1870–1890 wzrósł eksport do Anglii i Rosji, produkcja sięgała wówczas 500 instrumentów rocznie. W 1880 powstała filia fabryki również w Berlinie, Carl Bechstein kupił willę niedaleko jeziora Dämritz, w której spotykali się miejscowi kompozytorzy i pianiści. W 1885 firma otworzyła biuro w Londynie i wybudowała złocony fortepian Królowej Wiktorii; eksportowała także instrumenty do innych krajów Imperium Brytyjskiego. Otworzyła również biuro w Petersburgu. Dzięki finansowemu wsparciu firmy, w 1892 wybudowano salę koncertową w Berlinie, w której po raz pierwszy zainaugurowano trzydniowy festiwal muzyczny. W 1897 powstała kolejna filia fabryki w Berlinie. W 1900 Carl Bechstein umarł, a jego synowie Edwin, Carl i Johannes przejmują kierownictwo w firmie.
Kolejne lata działania to ciągły i dynamiczny rozwój wytwórni. W 1901 rozbudowano sieć filii; w 1903 produkcja wzrosła do 4500 instrumentów rocznie.
W 1923 Bechstein stał się firmą z kapitałem akcyjnym, rozwój eksportu został zahamowany przez wysokie cła. Rynek amerykański pozostał poza zasięgiem firmy, mimo że popyt na fortepiany Bechsteina był bardzo duży. Transatlantyckie statki pasażerskie i sterowce wyposażane były w złocone instrumenty firmy C. Bechstein, lecz brakowało klientów będących w stanie pozwolić sobie na fortepian tego producenta.
Wraz z firmą Siemens i laureatem Nagrody Nobla Waltherem Nernstem w 1930 r. Bechstein stworzył pierwsze na świecie pianino elektroniczne. Od 1932 datuje się osłabienie produkcji i znaczny spadek cen. Powodem takiej sytuacji były także sprzeczki między braćmi Bechstein, które osłabiły firmę. Dodatkowo liczebność klientów spadła przez emigrację Żydów, spowodowaną prześladowaniami nazistowskimi, a niechęć do Niemców na arenie międzynarodowej osłabiła międzynarodową aktywność niemieckiej gospodarki.
Podczas II wojny światowej bombardowania brytyjskie i amerykańskie zniszczyły zakłady produkcyjne. Jako że zakłady Bechsteina leżały w strefie wpływów amerykańskich, administracja Stanów Zjednoczonych skonfiskowała własność firmy.
W 1953 Filharmonia Berlińska świętowała stulecie firmy C. Bechstein, w 1954 r. otwarto zakłady produkcyjne w południowych Niemczech. W latach 60. XX wieku spadek populacji Berlina związany z wybudowaniem Muru Berlińskiego wpłynął negatywnie na firmę, powodując spadek produkcji do 1000 instrumentów rocznie. Amerykańskie władze wojskowe w Berlinie faworyzowały produkty pochodzące ze Stanów Zjednoczonych.
W 1963 Baldwin Company (USA) przejął akcje Bechsteina. Rok 1986 to okres, w którym rynek fortepianów w Europie nasycił się, Baldwin sprzedał udziały w firmie Bechstein niemieckiemu twórcy fortepianów i przedsiębiorcy Karlowi Schulze. Nowy prezes firmy opracował jasną strategię rozwoju – otworzył m.in. nowe zakłady produkcyjne. W 1992 firma otworzyła jedną z najbardziej przyszłościowych fabryk fortepianów i pianin. Cztery lata później C. Bechstein wszedł na giełdę papierów wartościowych; firma otworzyła pierwsze Centrum Bechsteina w Berlinie w 1999.
Do 2006 zostało otwartych osiem ekskluzywnych sal do prezentacji rosnącej liczby modeli produkowanych przez Bechsteina. W chwili obecnej planuje się otwarcie filii w Moskwie.
W 2006u C. Bechstein zakupił 49% akcji czeskiej fabryki Bohemia Piano.
Natomiast rok później po podpisaniu kolejnej umowy nastąpiło przejęcie całościowego pakietu udziałów. W wyniku przekształceń własnościowych fabryka zmieniła dotychczasową nazwę z Bohemia Piano na C. Bechstein Europe. Zakład został poddany restrukturyzacji i rozbudowie. Wprowadzono najnowocześniejsze systemy produkcji i kontroli jakości.
Kolejnym etapem było przeniesienie z Niemiec do Czech produkcji pianin i fortepianów z logo W. Hoffmann.
Obecnie koncern C. Bechstein jest największym europejskim producentem pianin i fortepianów. W Niemczech produkowane są instrumenty serii C. Bechstein, Bechstein i Zimmermann, natomiast w Czechach serie W. Hoffmann i Bohemia.
W przeciwieństwie do innych producentów C. Bechstein został wierny tradycji i produkuje instrumenty wyłącznie w Europie z najwyższej jakości europejskich materiałów.

## Numery seryjne produkcji
1859 r. – 176
1860 r. – 300
1861 r. – 476
1862 r. – 710
1863 r. – 1002
1864 r. – 1305
1865 r. – 1595
1866 r. – 1869
1867 r. – 2369
1868 r. – 3154
1869 r. – 3673
1870 r. – 4196
1871 r. – 4855
1872 r. – 5756
1873 r. – 6580
1874 r. – 7328
1875 r. – 8070
1876 r. – 8924
1877 r. – 9596
1878 r. – 10213
1879 r. – 10933
1880 r. – 11676
1881 r. – 12558
1882 r. – 13596
1883 r. – 14715
1884 r. – 15705
1885 r. – 16704
1886 r. – 17629
1887 r. – 19058
1888 r. – 20640
1889 r. – 22628
1890 r. – 24958
1891 r. – 27456
1892 r. – 30198
1893 r. – 32735
1894 r. – 35111
1895 r. – 37785
1896 r. – 40448
1897 r. – 43352
1898 r. – 46879
1899 r. – 50490
1900 r. – 54181
1901 r. – 57871
1902 r. – 61615
1903 r. – 65809
1904 r. – 69829
1905 r. – 78185
1907 r. – 82390
1908 r. – 86114
1909 r. – 90138
1910 r. – 94753
1911 r. – 99469
1912 r. – 103786
1913 r. – 108112
1914 r. – 110016
1915 r. – 110898
1916 r. – 112067
1917 r. – 113123
1918 r. – 113773
1919 r. – 114822
1920 r. – 115783
1921 r. – 117126
1922 r. – 119211
1923 r. – 121322
1924 r. – 123320
1925 r. – 126160
1926 r. – 128572
1927 r. – 131473
1928 r. – 133743
1929 r. – 136067
1930 r. – 137446
1932 r. – 138345
1933 r. – 138989
1935 r. – 139999
1936 r. – 140714
1937 r. – 141600
1938 r. – 142417
1939 r. – 143270
1940 r. – 143890
1941 r. – 144360
1942 r. – 144740
1943 r. – 145000
1944 r. – 145220
1945 r. – 146235
1950 r. – 147000
1951 r. – 147133
1952 r. – 147300
1953 r. – 147600
1954 r. – 148000
1955 r. – 148400